# 治无戴
治无戴（？—3世纪），中国三国时期在地方有名望的胡人王。

## 生平
曹魏正始八年（247年），雍、凉的陇西、南安、金城、西平诸羌胡人饿何、烧戈、伐同、蛾遮塞等相结叛乱，攻围城邑，归附蜀汉，蜀汉卫将军姜维率兵出陇右以接应之，与曹魏雍州刺史郭淮、讨蜀护军夏侯霸战于洮西。胡王白虎文、治无戴等率部落投降姜维。郭淮进击平定羌胡余党，斩饿何、烧戈。
正始九年（248年），蛾遮塞等屯河关、白土故城，据河拒军。郭淮大破蛾遮塞，治无戴围武威，家属留在西海。郭淮进军直奔西海，欲掩取治无戴家属、资产，正逢治无戴折返，在龙夷（地在武威、西海之间）之北的故广武都尉治所交战，治无戴败走。郭淮又征讨并大破石头山之西的令居恶虏。姜维出石营，从强川，西迎治无戴，留阴平太守廖化在成重山筑城，聚集羌人人质。郭淮想分兵攻之，诸将认为姜维军西接强胡，廖化据险，分军两持，兵势转弱，进不能制姜维，退不能攻克廖化，不是好办法，不如合兵西向，趁胡人和蜀汉还没合兵，断绝其内外道路。但郭淮却料到一旦攻打廖化，可出其不意使姜维疲于奔命，胡人也会自然与蜀汉军分离，可一举两得。果然如此。姜维迁白虎文、治无戴等入蜀，安抚，安顿在繁县。

## 同伴
- 饿何
- 烧戈
- 伐同
- 蛾遮塞